# Сулікув (Нижньосілезьке воєводство)
Сулікув (пол. Sulików, нім. Schönberg) — село в Польщі, у гміні Сулікув Зґожелецького повіту Нижньосілезького воєводства.
Населення — 1967 осіб (2011).
У 1975-1998 роках село належало до Єленьоґурського воєводства.

## Демографія
Демографічна структура станом на 31 березня 2011 року:
|          | Загалом | Допрацездатний вік | Працездатний вік | Постпрацездатний вік |
| -------- | ------- | ------------------ | ---------------- | -------------------- |
| Чоловіки | 945     | 181                | 691              | 73                   |
| Жінки    | 1022    | 192                | 627              | 203                  |
| Разом    | 1967    | 373                | 1318             | 276                  |